# ガルグイユ (竜)

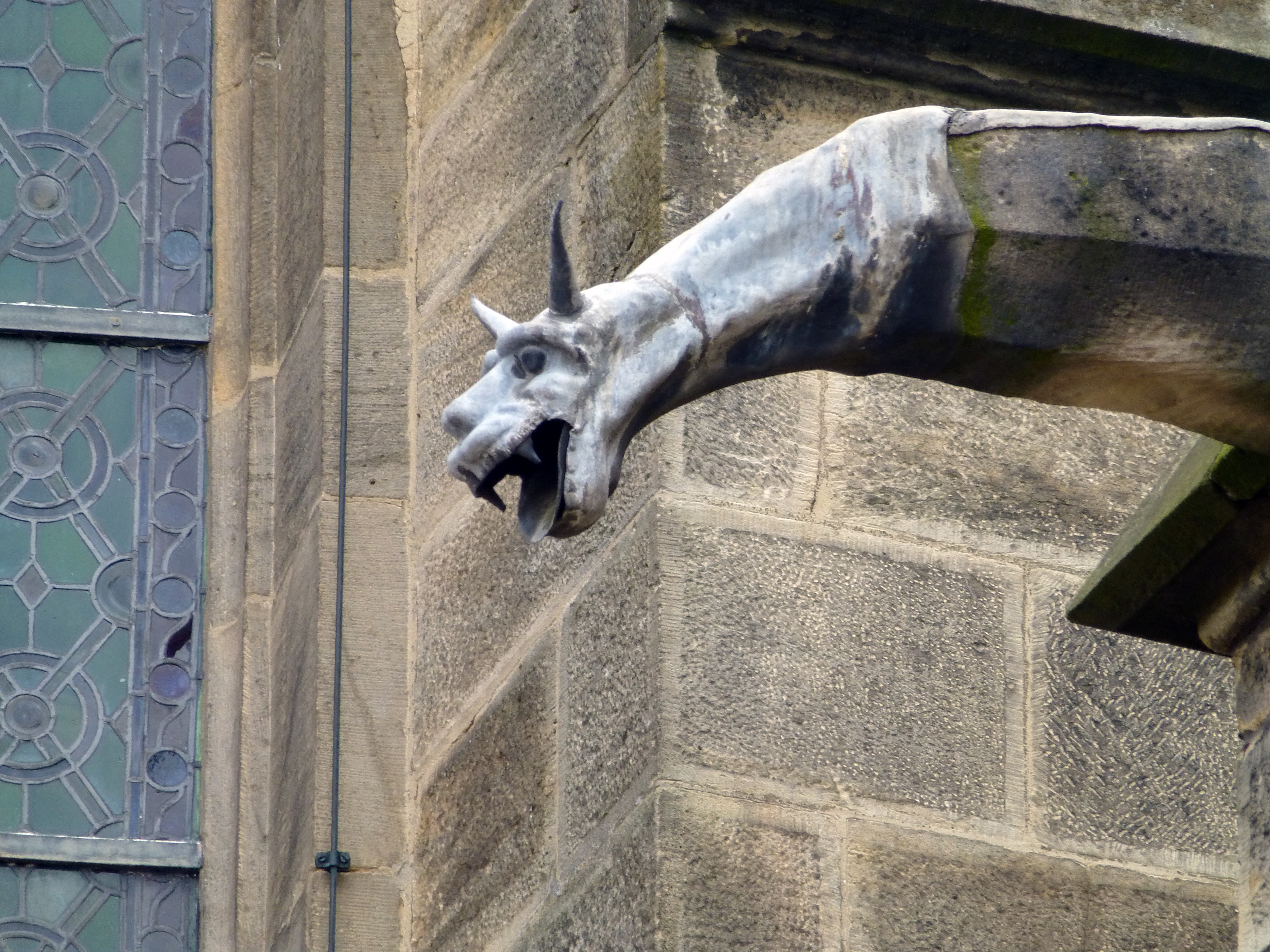
ガーゴイル

ガルグイユ（フランス語: Gargouille）は、7世紀のフランスの聖人、ルーアンのロマヌスをめぐる伝説の中に登場する竜の名である。
一般的には、ガルグイユ（フランス語: gargouille）は怪物などの形をした水落としの彫刻を指す（ガーゴイル参照）。

## 伝説
14世紀に流布したルーアンのロマヌスの伝説によると、セーヌ河のほとりにガルグイユという竜が棲んでいた。ガルグイユは蛇のような長い首を持ち、羽を生やした怪獣であった。口から火を吹き、水を吐き出して洪水を起こすことで恐れられた。
西暦600年ごろ、ルーアンの町にやってきたロマヌスという司祭が、ストラ（帯状の祭服）でガルグイユの首を巻き上げて、これを捕えたという。ガルグイユは薪の山にくべられて焼き殺された。ところが、ガルグイユの首から上だけは焼け残ってしまい、その首はルーアンの市壁の上にさらされた。これがガーゴイルの起源であるという。

## 関連文献
- 佐藤達生・木俣元一『図説 大聖堂物語』河出書房新社〈ふくろうの本〉、2000年、56-57頁。
- カール・シューカー『龍のファンタジー』別宮貞徳監訳、1999年、16-19頁。